# Başmakçı (Burdur)
Başmakçı (à ne pas confondre avec Başmakçı, ville de la province d’Afyonkarahisar) est un village turc qui se trouve dans la province de Burdur dans la région méditerranéenne.
Elle se compose d’une démographie en régression d’au moins 300 habitants (377 en 2007).

## Géographie
Le village se situe dans une région montagneuse dans un climat tempéré à 1 kilomètre au nord du village d’Ulupınar et à 45 kilomètres de Burdur.

## Histoire
Il a été fondé à la fin du XIXe siècle par les Turcs émigrants de Bulgarie.

## Voies de communication et transports
Başmakçı possède un réseau téléphonique, un service postal et un réseau de canalisations.
Il n’y a qu’un arrêt de bus.

## Centres d'interêts
Le village abrite très peu de centres d’intérêts :
- Une mairie (Muhtarlık)
- Une cafétéria pour homme
- Deux mosquées (Sous la gestion des affaires religieuses avec un imam salarié dans chaque)
- Une épicerie (3 en 2015)
- Un cabinet médical
- Une école élémentaire
- Un cimetière
- Un air de pique-nique avec une eau de source (Çarşıkaynağı)
- Une coopérative agricole (Tarımsal Kooperatif)
- Une salle polyvalente (Düğün Salonu)

## Économie
La principale économie du village est issue de la récolte de roses, du blé, de l’élevage et de l’apiculture

## Politique
Les élections municipales turques de 2019 ont démontré que le village est à majorité pour le Parti républicain du peuple.
Mustafa Umman était le maire jusqu’en 2004 après l’élection de Mahmut Erdoğan en 2009.

## Cartographie
Le village est divisé en deux quartiers :
- Aşağıdaki Mahalle (Quartier du bas) avec les principaux centres d’intérêts.
- Yukarıdaki Mahalle (Quartier du haut) disposant d’une mosquée seulement.